# Misery Made Me
Misery Made Me es el undécimo álbum de estudio de la banda canadiense de post-hardcore Silverstein. Fue lanzado el 6 de mayo de 2022 a través de UNFD y fue producido por Sam Guaiana.

## Antecedentes y lanzamiento
La banda compuso y grabó la canción "Bankrupt" en medio de la pandemia de COVID-19. Tras más de un año sin poder salir de gira, la banda se inspiró en sus experiencias durante la pandemia para volver al estudio. En cuanto a la letra, la banda ha descrito "Bankrupt" como una crítica a la gestión gubernamental de la crisis de salud pública y a la avaricia de los funcionarios electos. "Bankrupt" se lanzó el 16 de abril de 2021 como sencillo independiente, acompañado de un video musical dirigido por Wyatt Clough.
"It's Over" se lanzó como segundo sencillo independiente el 18 de noviembre de 2021. El 18 de febrero de 2022, Silverstein reveló el título y la portada del álbum "Misery Made Me", que se lanzará el 6 de mayo e incluye los sencillos "Bankrupt" e "It's Over". This announcement was followed by the release of "Ultraviolet" on February 24. Este anuncio fue seguido por el lanzamiento de "Ultraviolet" el 24 de febrero. "Ultraviolet" permaneció tres semanas en la lista de Mainstream Rock Airplay de Billboard, alcanzando el puesto 37.
"Die Alone", con la participación vocal de Andrew Neufeld, de la banda de hardcore punk Comeback Kid, se lanzó como el cuarto sencillo de "Misery Made Me" el 7 de abril. Tres días antes del lanzamiento del álbum, Silverstein compartió la canción "Live Like This", con la participación de artistas invitados de nothing,nowhere, como el último sencillo promocional.
El 23 de marzo de 2023, Silverstein anunció "Misery Made Me Deluxe", una versión extendida del álbum, que se lanzó el 7 de abril. La edición de lujo incluye presentaciones en vivo y remixes de canciones del álbum original, así como el nuevo sencillo "Poison Pill", uno de los dos temas inéditos de las sesiones de grabación originales.

## Lista de canciones
| Edición estándar (Disco 1) |                                                           |          |  |
| N.º                        | Título                                                    | Duración |  |
| 1.                         | «Our Song»                                                | 3:11     |  |
| 2.                         | «Die Alone» (con Andrew Neufeld de Comeback Kid)          | 2:47     |  |
| 3.                         | «Ultraviolet»                                             | 2:53     |  |
| 4.                         | «Cold Blood» (con Trevor Daniel)                          | 2:52     |  |
| 5.                         | «It's Over»                                               | 3:23     |  |
| 6.                         | «The Altar / Mary»                                        | 3:58     |  |
| 7.                         | «Slow Motion» (con Mike Hranica de The Devil Wears Prada) | 3:08     |  |
| 8.                         | «Don't Wait Up»                                           | 3:27     |  |
| 9.                         | «Bankrupt»                                                | 3:21     |  |
| 10.                        | «Live Like This» (con nothing,nowhere.)                   | 3:56     |  |
| 11.                        | «Misery»                                                  | 4:08     |  |

| Edición de lujo (Disco 2) |                                     |          |  |
| N.º                       | Título                              | Duración |  |
| 12.                       | «Poison Pill»                       | 3:17     |  |
| 13.                       | «Stitches»                          | 2:40     |  |
| 14.                       | «Mary» (Orquestal)                  | 1:26     |  |
| 15.                       | «Don't Wait Up» (Acústico)          | 2:55     |  |
| 16.                       | «Poison Pill» (Acústico)            | 3:10     |  |
| 17.                       | «Bankrupt» (En vivo desde Toronto)  | 3:32     |  |
| 18.                       | «It's Over» (En vivo desde Toronto) | 3:44     |  |